# Lateinschule (Merkendorf)
Die ehemalige Lateinschule ist ein zweigeschossiger traufständig zur Brauhausstraße stehender Massivbau mit Krüppelwalmdach in der Stadt Merkendorf, Hauptstraße 3, im Fränkischen Seenland, Mittelfranken.

## Lage
Das Gebäude mit fünf Fensterachsen grenzt östlich an das Obere Tor und nördlich an die Stadtbefestigung.

## Geschichte
Das Haus wurde 1573 als Kaplanhaus und Lateinschule errichtet. Lehrer dieser höheren Schule war der im gleichen Jahr angestellte Kaplan oder zweite Pfarrer, der auch für den Predigtdienst in Hirschlach zuständig war. Die Schüler konnten nach bestandener Prüfung in die Fürstenschule zu Heilsbronn übertreten. 1685 wurde die Lateinschule wegen Schülermangel aufgelöst; die Feldgründe der Schule (eineinhalb Tagwerk Wiese) wurden der Deutschen Schule zugeteilt, die anschließend in dem Gebäude untergebracht war. 1692 konnte das Schulhaus wegen Baufälligkeit nicht mehr benutzt werden.
Erst 1765 wurde es erneuert, wie die Inschrift GBR 1765 über dem Steinportal besagt; das Kürzel bezieht sich wohl auf einen der beiden damaligen Bürgermeister, Georg Balthasar Rohm. Die Deutsche Schule benutzte das Haus, bis es wegen zunehmender Schülerzahl (1877: 188) nicht mehr ausreichte; 1877 wurde die Schule in das ehemalige markgräfliche Amtshaus verlegt.
Von 1929 bis 1960 war in der ehemaligen Lateinschule/Deutschen Schule die örtliche Sparkasse untergebracht. Heute befinden sich dort Kleinwohnungen, die die Stadt Merkendorf vermietet.